# Gertrud Caspari

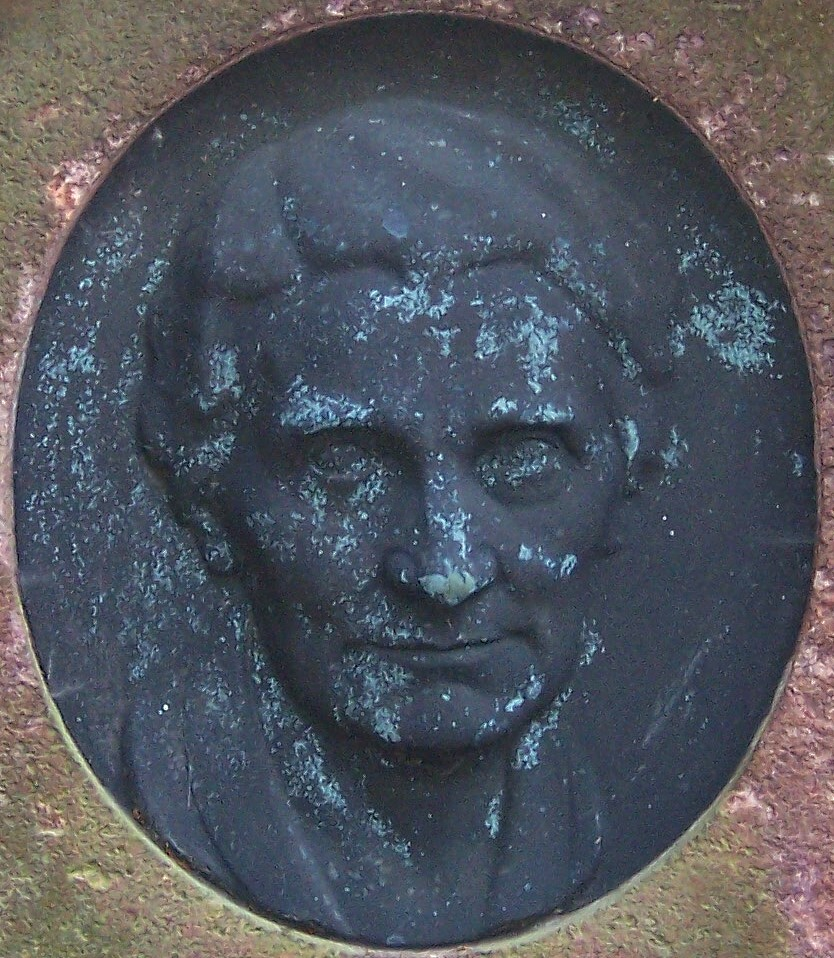
Grabmedaillon aus Bronze mit dem Bildnis Gertrud Casparis

Gertrud Caspari (* 22. März 1873 in Chemnitz; † 7. Juni 1948 in Klotzsche) war eine der bedeutendsten deutschen Kinderbuch-Illustratorinnen in der ersten Hälfte des 20. Jahrhunderts.

## Leben
Gertrud Caspari wurde 1873 als viertes von fünf Kindern des Kaufmanns Robert Caspari und Anna Sophie geb. Kuhn (1844–?) geboren. Der Vater war Mitglied in einem Chemnitzer Kunstverein. Nach seinem Tod 1888 zog die Familie 1894 nach Dresden. Gertrud Caspari besuchte dort von 1895 bis 1898 eine Zeichenschule, um als Lehrerin zu arbeiten. Sie erkrankte jedoch 1897 schwer an der Basedowschen Krankheit, die sie für viele Jahre ans Bett fesselte. Während der bettlägerigen Zeit hatte sie die Idee für ein erstes illustriertes Kinderbuch.
Ihr erstes Bilderbuch erschien 1903 unter dem Titel Das lebende Spielzeug. Im folgenden Jahr nahm sie erfolgreich an der Kunstgewerbe-Ausstellung des Grassi Museums für Angewandte Kunst in Leipzig teil, bei der sie Applikationen in einer Fries-Gestaltung zeigte. Von nun an erhielt sie regelmäßig Aufträge zur Illustration von Kinderbüchern, aber auch Schulbücher und Liederbücher wurden von ihr illustriert.
Im Jahr 1906 erhielt sie zusammen mit ihrem Bruder Walther Caspari, der als Grafiker für politische Zeitschriften arbeitete, vom Leipziger Lehrerverein den Auftrag, das Bilderbuch Kinderhumor für Auge und Ohr zu gestalten. Das Buch wurde 1906 im Verlag Alfred Hahn in Leipzig veröffentlicht und begründete eine 40-jährige Zusammenarbeit des Verlags mit Gertrud Caspari. Der Schriftsteller Adolf Holst setzte dabei zahlreiche Illustrationen in Verse um.

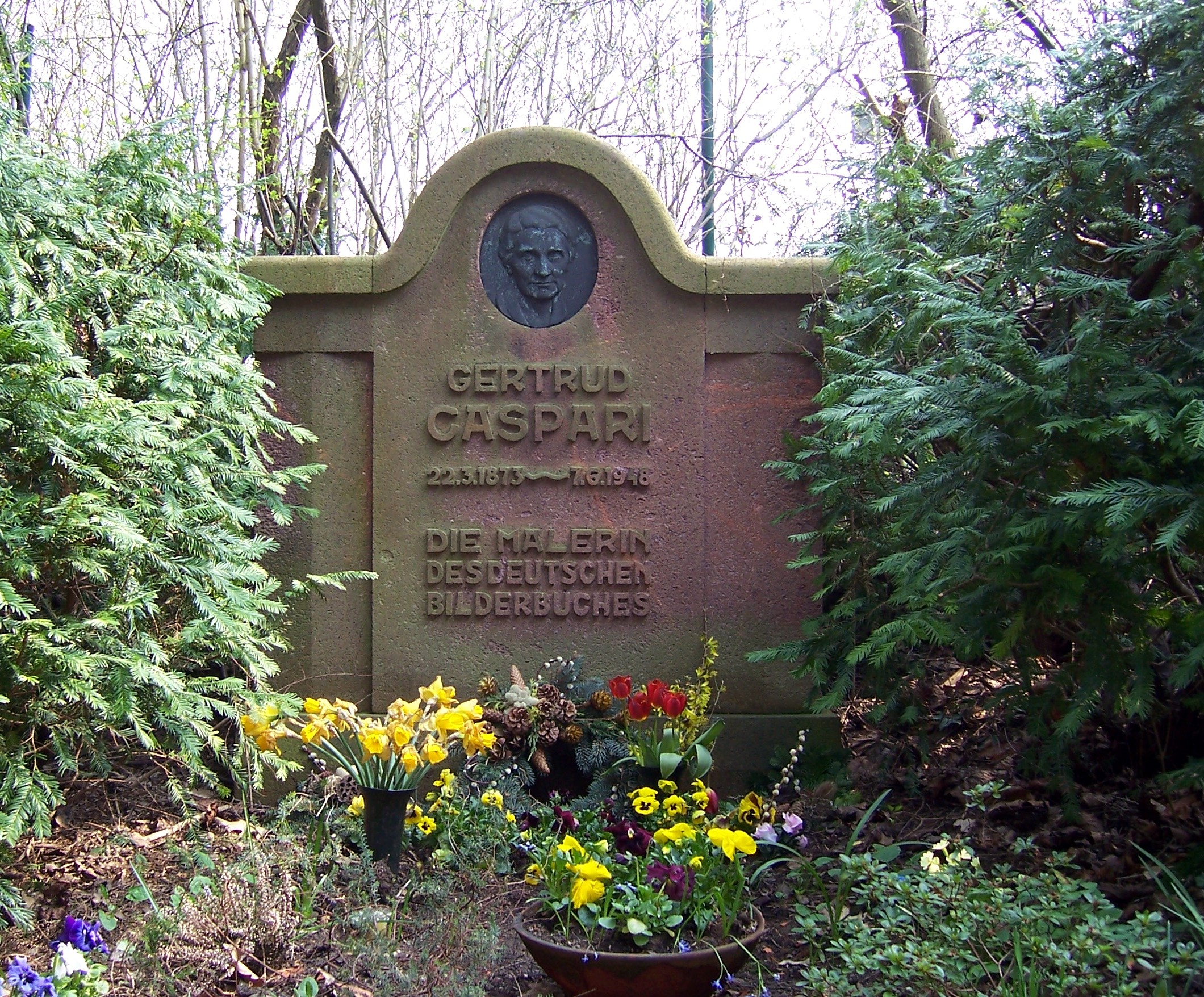
Grab auf dem Neuen Friedhof Dresden-Klotzsche

Ihr Bruder Walther starb 1913 im Alter von 44 Jahren, sodass Gertrud Caspari von nun an bei ihrer Arbeit auf sich allein gestellt war. Sie zog im folgenden Jahr von Bühlau nach Klotzsche um, wo sie bis zum Ende des Zweiten Weltkriegs lebte. In der Zeit des Nationalsozialismus illustrierte sie pädagogische Bücher für das Reichspropagandaamt. Dies führte nach Ende des Zweiten Weltkriegs zum Vorwurf der Kollaboration mit den Nationalsozialisten. Gertrud Caspari trat 1946 in die CDU ein. Sie verlor ihre Wohnung in Klotzsche und verbrachte ihre letzten Lebensjahre in Lößnitz im Erzgebirge, wo sie in ärmlichen Verhältnissen lebte. Kurz vor ihrem Tod zog sie nach Dresden zurück. Sie starb in einem Krankenhaus an den Folgen eines schweren Sturzes. Ihr Grab befindet sich auf dem Neuen Friedhof in Dresden-Klotzsche.

## Werk
Gertrud Caspari veröffentlichte über 50 eigene Kinderbücher mit Illustrationen vor allem in der Technik der Lithographie. In über 20 weiteren Werken sind Illustrationen Gertrud Casparis enthalten. Zudem erschienen Postkarten, Spiele und Kalender mit ihren Bildern. Im Jahr 1927 fertigte sie für das Kinder-Erholungsheim des Bezirkes Tetschen in Dittersbach Wandbilder und Glasfenster an.
Gertrud Caspari gilt als Schöpferin eines „modernen Kleinkindstils“, der auch als „Caspari-Stil“ bezeichnet wird. „Geprägt ist ihre Malweise von großen Flächen, oft einfarbigen Hintergründen, einfachen Perspektiven, scharfen Konturen, schlichten Figuren und einer leuchtend-warmen Farbgebung.“ Gertrud Caspari zeichnete neben Kinderdarstellungen auch Szenen ihrer sächsischen Heimat.
Für Gertrud Caspari waren das Buchformat und die Dicke der Seiten im Hinblick auf eine kinderfreundliche Handhabung von Bedeutung und sie wählte die Materialien dementsprechend aus. Die Bücher der Illustratorin erzielen heute im Antiquariat Höchstpreise. Ein Teil der Bücher wurde von der Gertrud-Caspari-Familienstiftung neu aufgelegt.
Bei den Luftangriffen auf Leipzig 1943 wurde das Haus des Verlags Alfred Hahn in Leipzig zerstört. Dabei gingen auch große Teile des Originalwerks von Gertrud Caspari verloren: Druckvorlagen, Manuskripte und unveröffentlichtes Material. Weiteres ist seit der Plünderung ihrer Klotzscher Wohnung verschollen.

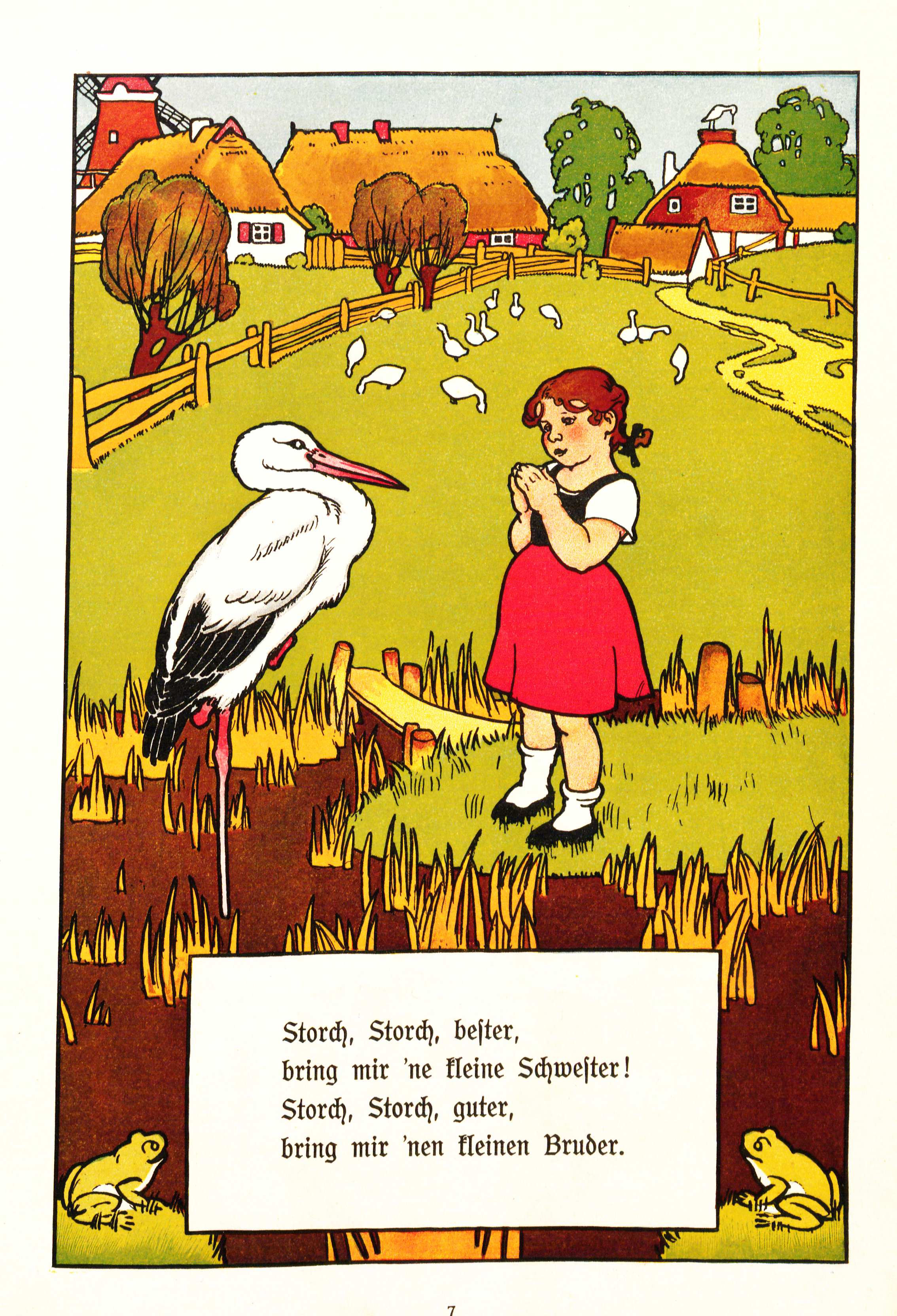
Lithografie „Klapperstorch“ aus dem Buch Kinderhumor für Auge und Ohr
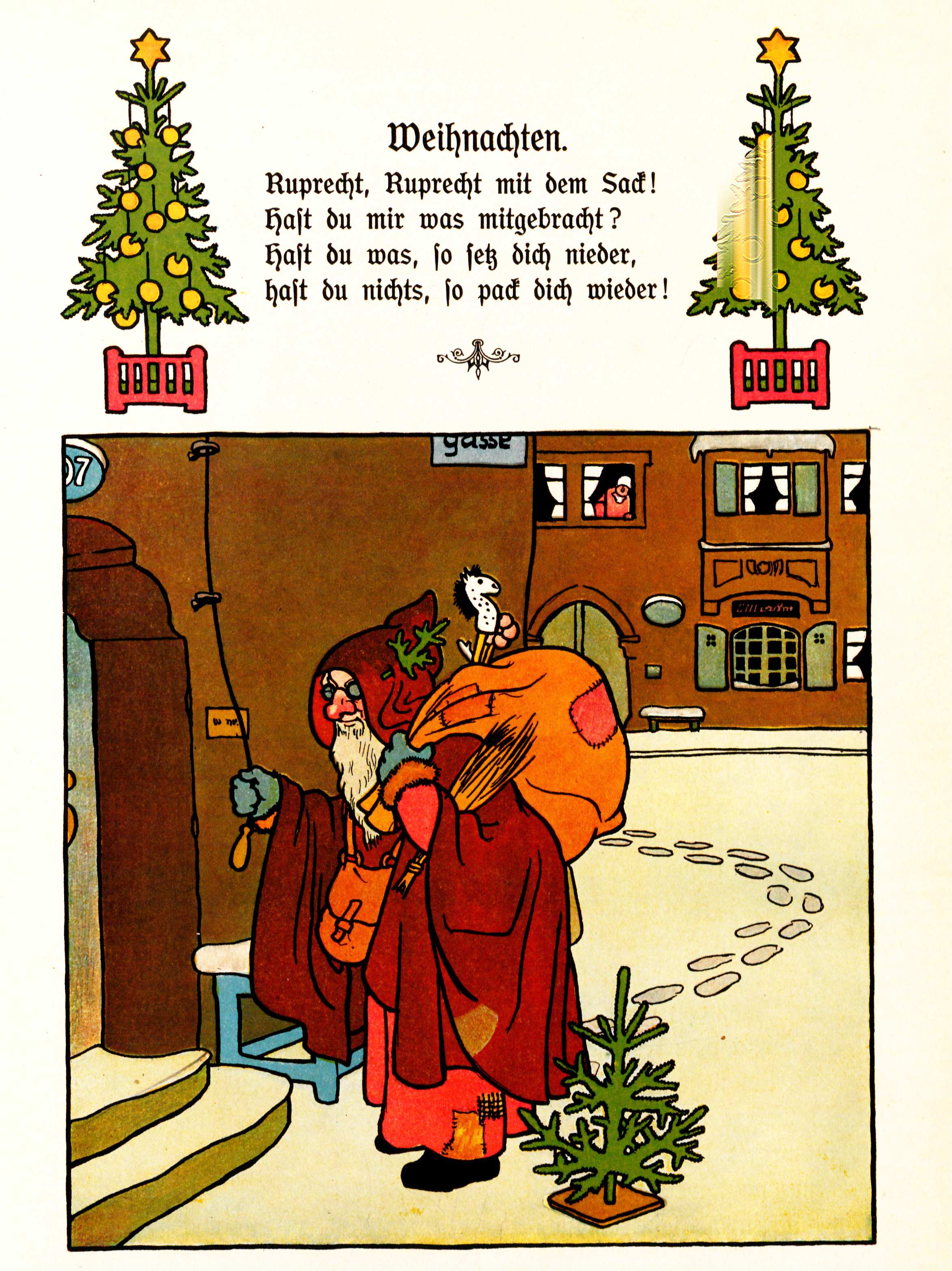
Lithografie „Knecht Ruprecht“ aus dem Buch Kinderhumor für Auge und Ohr
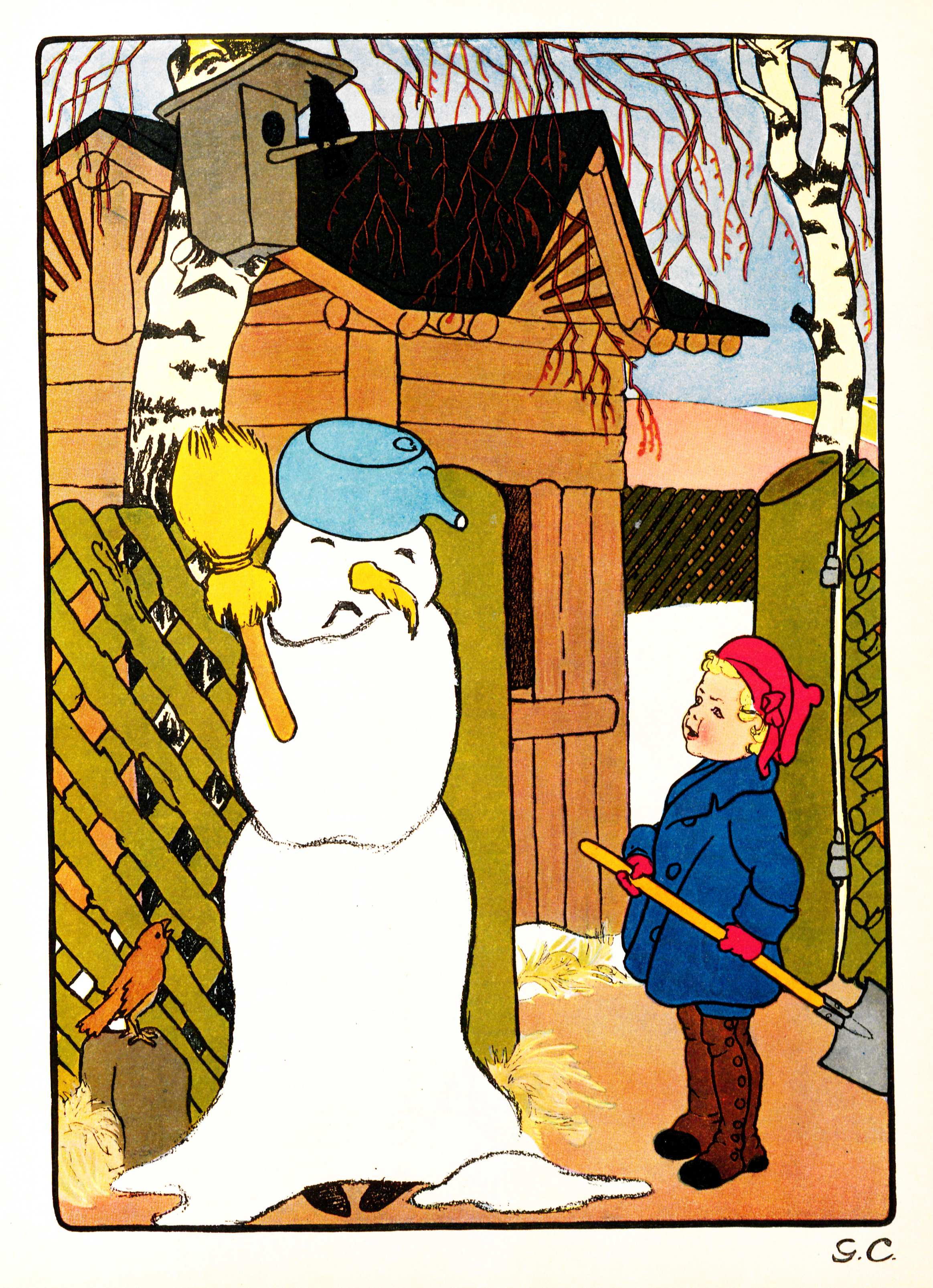
Lithografie „Schneemann im Frühling“ aus dem Buch Frühling, Frühling überall!
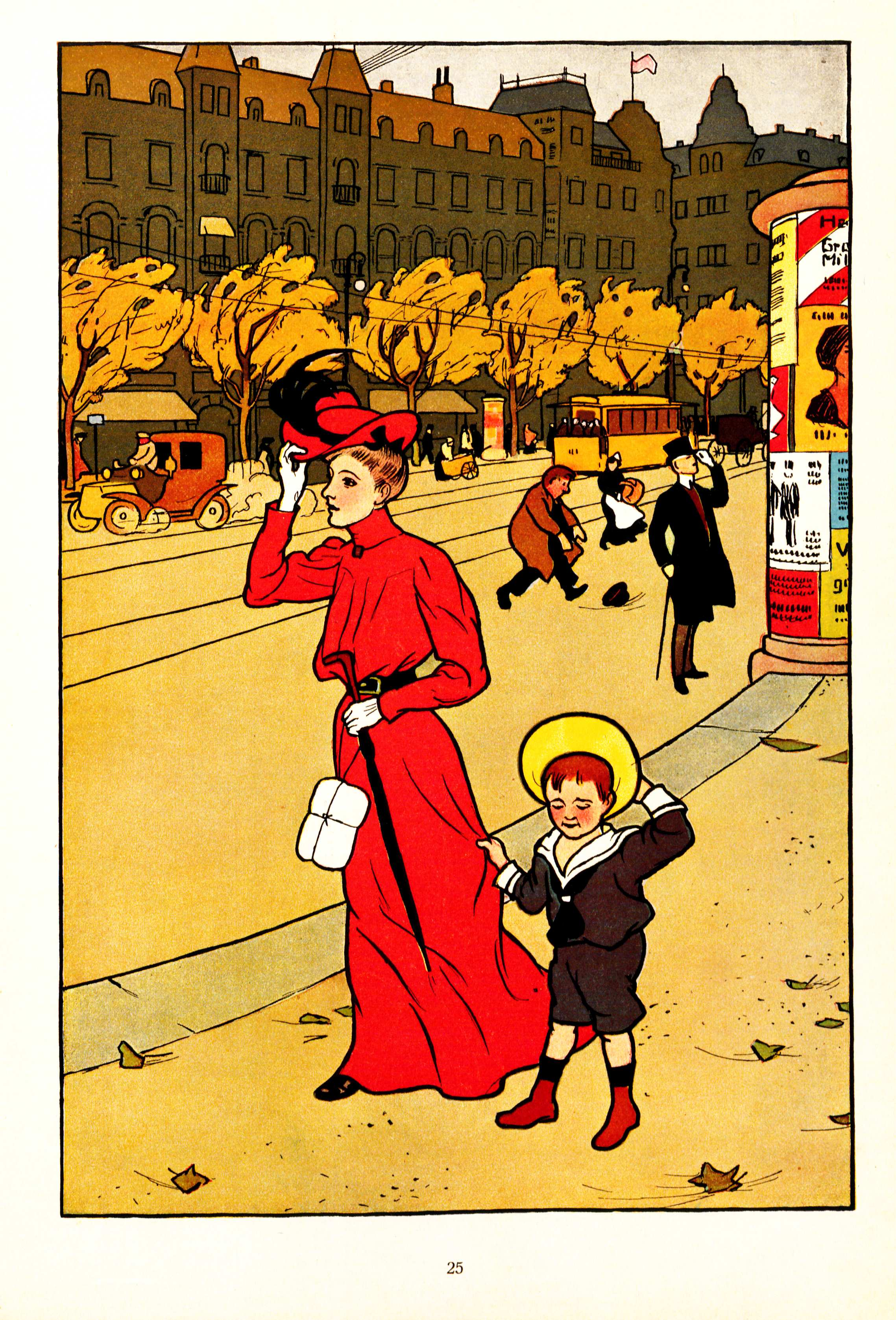
Lithografie „Wind“ aus dem Buch Kinderhumor für Auge und Ohr

Lithografieplatten für den Adventskalender „Die Himmelsleiter“
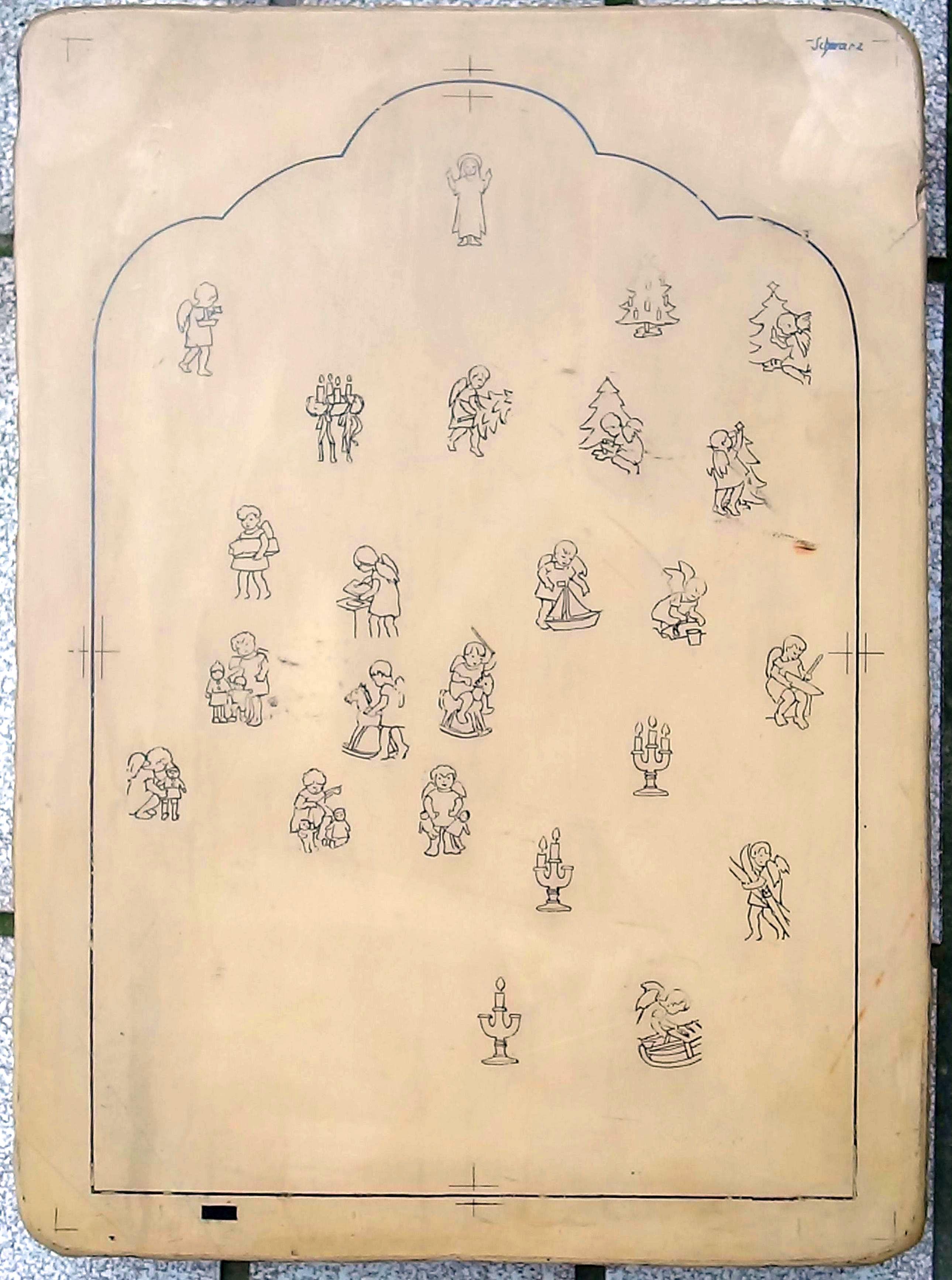
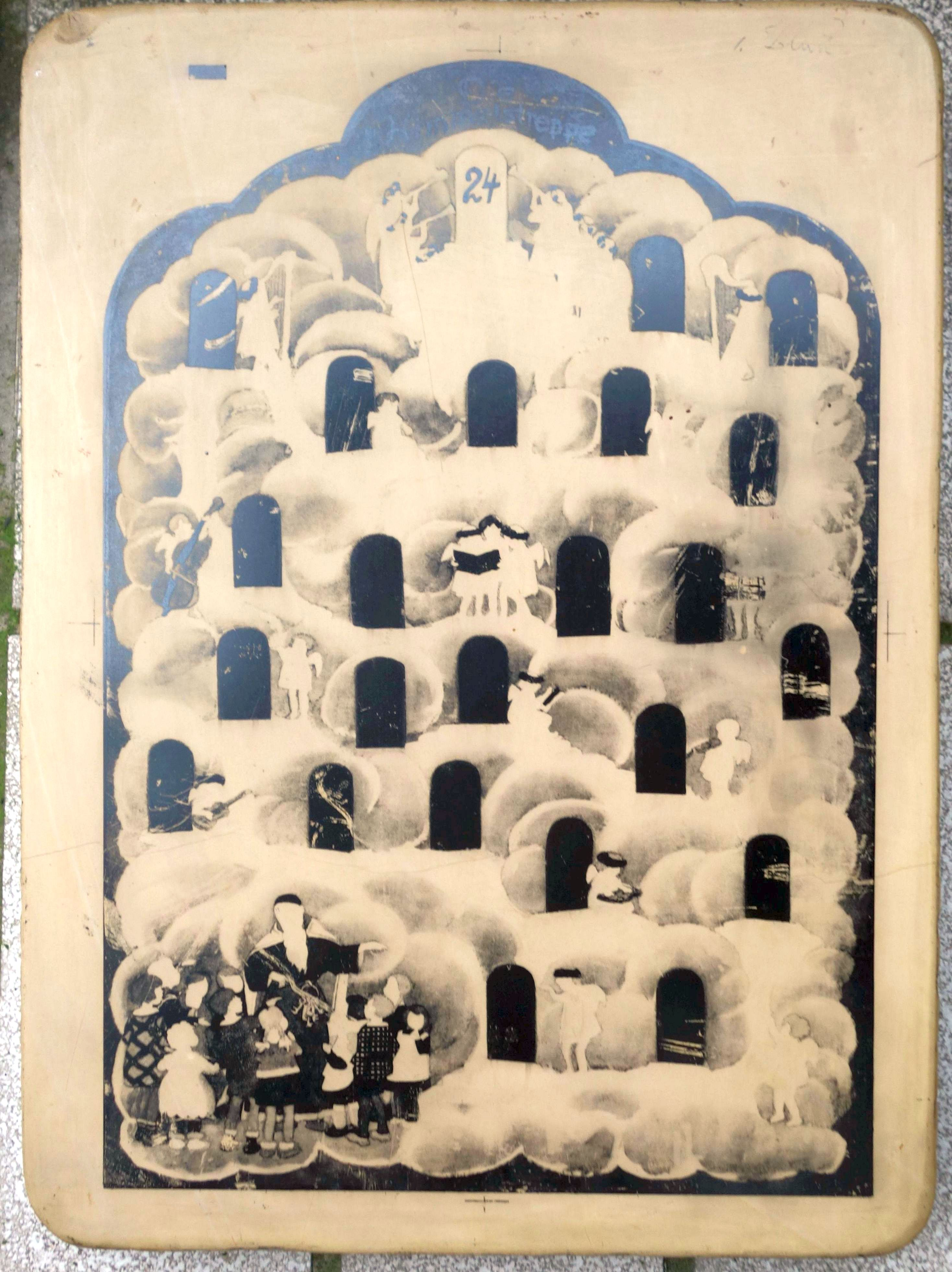
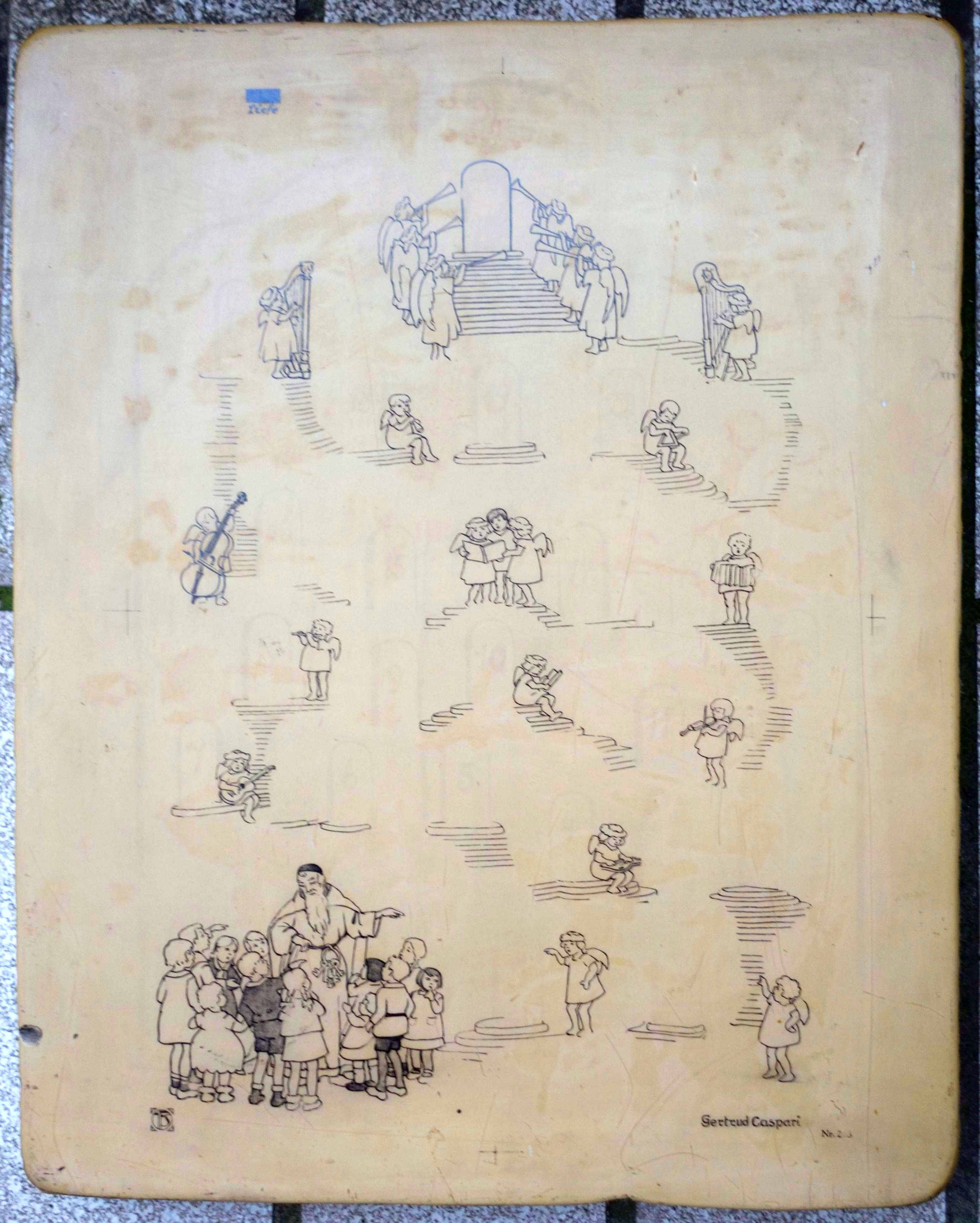

## Ehrung

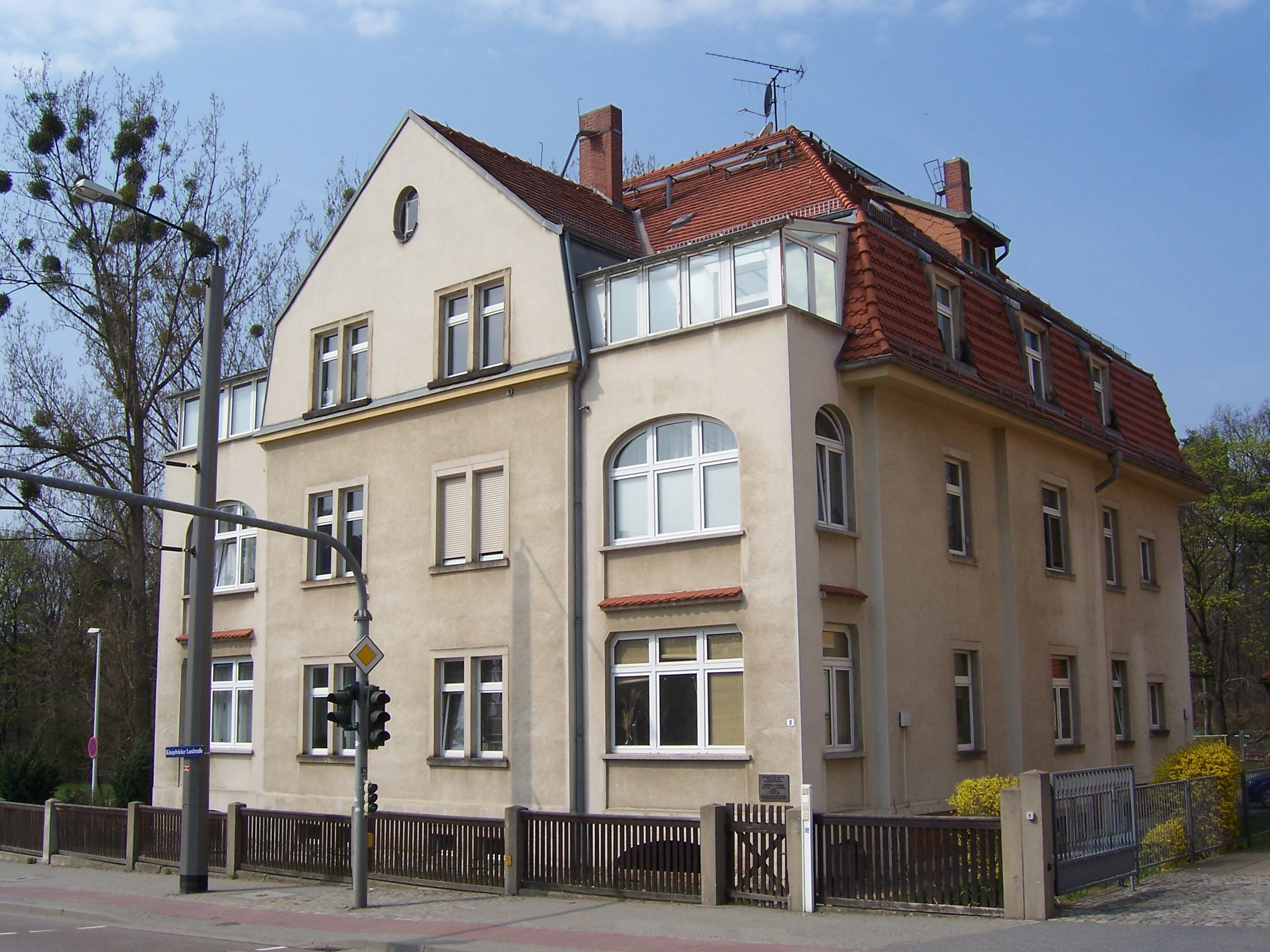
Wohnhaus in Dresden-Klotzsche (2009)

Im Jahr 1954 wurde eine Straße in Dresden-Klotzsche nach Gertrud Caspari benannt. Das Wohnhaus Gertrud Casparis an der Königsbrücker Landstraße 3 ist erhalten. Seit 1998 erinnert eine Gedenktafel am Haus an die bekannte Bewohnerin. Zudem trägt eine Grundschule des Stadtteils den Namen Gertrud Casparis.

## Veröffentlichungen (Auswahl)
Casparis Werke erschienen in einer geschätzten Auflage von acht Millionen Exemplaren; neben Deutschland auch in Russland, China, Frankreich, Holland und Schweden.
- Das lebende Spielzeug  (1903)
- Die Sommerreise! (1905)
- Kinderhumor für Auge und Ohr (1906)
- Lustiges Kleinkinderbuch (1907), 154.000 verkaufte Exemplare[2]
- Kinderland, du Zauberland (1908)
- Anschauungs- und Darstellungsbuch (1909)
- Frühling, Frühling überall! (1910)
- König ist unser Kind (1910)
- Für die Kleinen! (1913)
- Caspari-Fibel (1912)
- Jahreszeiten (4 Teile, 1912–1915)
- Was ist das, mein Kindchen?: ein Buch für die Allerkleinsten (1913)
- Große Leute (1916)
- Aus meinem Skizzenbuch (1917)
- Schau mal her (1918)
- Guten Morgen (1918)
- Für die lieben Kleinen (1920)
- In der Tierkinderstube (1925)
- Kommt nur herein! (1925)
- Eine ganz fidele Rechnerei (1927)
- Das lustige 1 × 1 für unsere ABC-Schützen (1929)
- Kommt Kinder! Singt! (1934)
- Mei Lachbüchl. (1935)
- Lebendes Spielzeug. Ein Märchen. Nacherzählt von Heinrich Meise (2009)